# Гептапалладийтригаллий
Гептапалладийтригаллий — бинарное неорганическое соединение, интерметаллид
палладия и галлия
с формулой Ga3Pd7,
кристаллы.

## Получение
- Сплавление стехиометрических количеств чистых веществ:

{\displaystyle {\mathsf {7Pd+3Ga\ {\xrightarrow {700^{o}C}}\ Ga_{3}Pd_{7}}}}

## Физические свойства
Гептапалладийтригаллий образует кристаллы моноклинной сингонии, пространственная группа C 2/m, параметры ячейки a = 1,35946 нм, b = 0,405510 нм, c = 0,544339 нм, β = 105,2219°, Z = 2
.
Соединение образуется по перитектической реакции при температуре 700; 881; 900°C.